# Toxoalbúmina

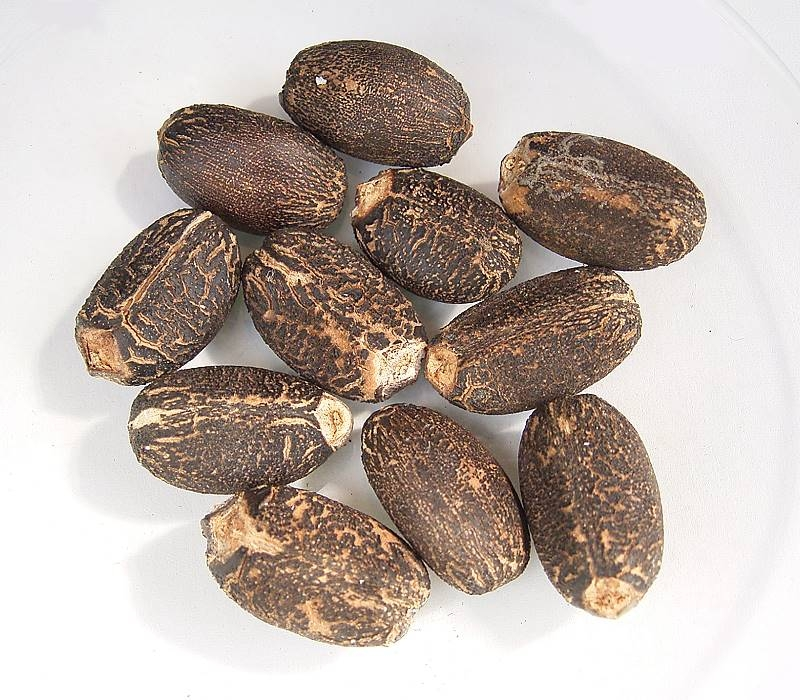
Semillas de Jatropha curcas.

Las toxoalbúminas son proteínas tóxicas de plantas que inactivan los ribosomas y por lo tanto inhiben la síntesis de proteínas, produciendo graves efectos citotóxicos en múltiple sistemas de órganos. Son  dímeros unidas por un puente disulfuro y comprende una parte lectina (proteína de unión a carbohidratos) la cual se une a la membrana celular y permite que la parte toxina logre el acceso a los contenidos celulares. Las toxalbúminas son similares en estructura a las toxinas que se encuentran en cólera, tétanos, difteria y botulismo; y sus propiedades fisiológicas y tóxicas son similares a aquellas del veneno de víbora.
Las toxalbúminas están presentes en las familias de plantas Leguminosae y Euphorbiaceae, encontrándose por ejemplo en Robinia pseudoacacia, Abrus precatorius, Jatropha curcas, Croton gratissimus y Ricinus communis. Toxalbúminas típicas son abrina y ricina. La ingestión de semillas que contienen toxalbúminas no es necesariamente fatal cuando la cubierta de la semilla dura resiste la digestión, a menos que la semilla se haya perforado, como sucedería en la fabricación de collares, cuentas de oración o pulseras, e incluso entonces la toxalbúmina es probable que sea digerida y por lo tanto su efecto sea inofensivo. Las toxalbúminas inyectadas intravenosamente o en forma subcutánea o inhaladas en forma de polvo, aunque, son muy tóxicas tienen un período de latencia de horas o días puede seguir sin signos sensibles de angustia, después de lo cual aparecen síntomas de náuseas, vómitos y diarrea, seguidos de delirio, convulsiones, coma y muerte. Visto desde un punto de vista evolutivo, las toxalbúminas desarrolladas como elemento disuasorio para el consumo de las semillas, hojas, corteza y raíces. Los frutos maduros que tienen una pulpa carnosa son usualmente sabrosas y comestibles y carecen de toxalbúminas, suelen estimular la ingestión y la consiguiente distribución de semillas que tienen una capa lo suficientemente resistente para sobrevivir a su paso por el sistema digestivo de un herbívoro o frugívoro.
Al ser soluble en agua, la ricina no está presente en aceites extraídos. Como la mayoría de las proteínas se degrada luego de tratamiento con calor, tales como cocción o vapor, y después de que se extrae el aceite, el orujo resultante se utiliza a menudo como alimento para animales. Hay una gran variación en la sensibilidad a la toxina, y una dosis letal puede ser tan pequeña como dos millonésimas del peso corporal. Dado que la ricina es una proteína, pueden producirse anticuerpos por inoculación, permitiendo resistencia de hasta 800 veces una dosis letal normal usada en asesinatos, un caso notorio es el uso de un perdigón de 1,53 mm conteniendo unos pocos cientos de millonésimas de gramo de ricina para matar al locutor búlgaro, Georgi Markov, quien murió 4 días después de ser atacado.
Fueron descriptas por primera vez cerca de 1890 por Ludwig Brieger (1849–1919) y Sigmund Fraenkel (1868–1939), asociados del químico orgánico Eugen Baumann. Brieger primero usó el término toxina.
Las toxinas presentes en hongos venenosos tales como Amanita phalloides son bastante diferentes a las toxoalbúminas y son mayoritariamente  metabolitos secundarios o amatoxinas que no se degradan fácilmente bajo la aplicación de calor. Son potentes inhibidores de la ARN polimerasa II, una enzima vital en la síntesis de ARN mensajero (ARNm), micro ARN (miARN), y ARN nuclear pequeño (ARNsn). Sin ARNm, la plantilla para la síntesis de proteínas, detiene el metabolismo celular. En este punto su efecto metabólico es similar al de las toxoalbúminas.